# Ścieżka przyrodnicza „Spławy”
Ścieżka przyrodnicza "Spławy" – ścieżka przyrodnicza w Polsce, przebiegający w województwie lubelskim, na terenie Poleskiego Parku Narodowego. Nosi imię prof. dr hab. Stanisława Radwana. Ma długość 3,5 km, częściowo prowadzona jest kładkami. Prowadzi przez cenne zespoły leśne: brzezinę bagienną, ols, torfowisko przejściowe, a także różne typy łąk.

## Przebieg ścieżki
Ścieżka rozpoczyna się w Starym Zaluczu. Zlokalizowane jest na niej 8 przystanków z tablicami informacyjnymi:
1. Użytkowane łąki kośne
2. Łoziny
3. Łąka turzycowa
4. Las bagienny
5. Torfowisko przejściowe
6. Staw śródleśny
7. Jezioro Łukie

Znad jeziora Łukie można powrócić do Starego Załucza ścieżką przez Bagno Spławy, a następnie  szlakiem czerwonym prowadzącym z Zawadówki lub skierować się  szlakiem czarnym do Zawadówki.

## Galeria

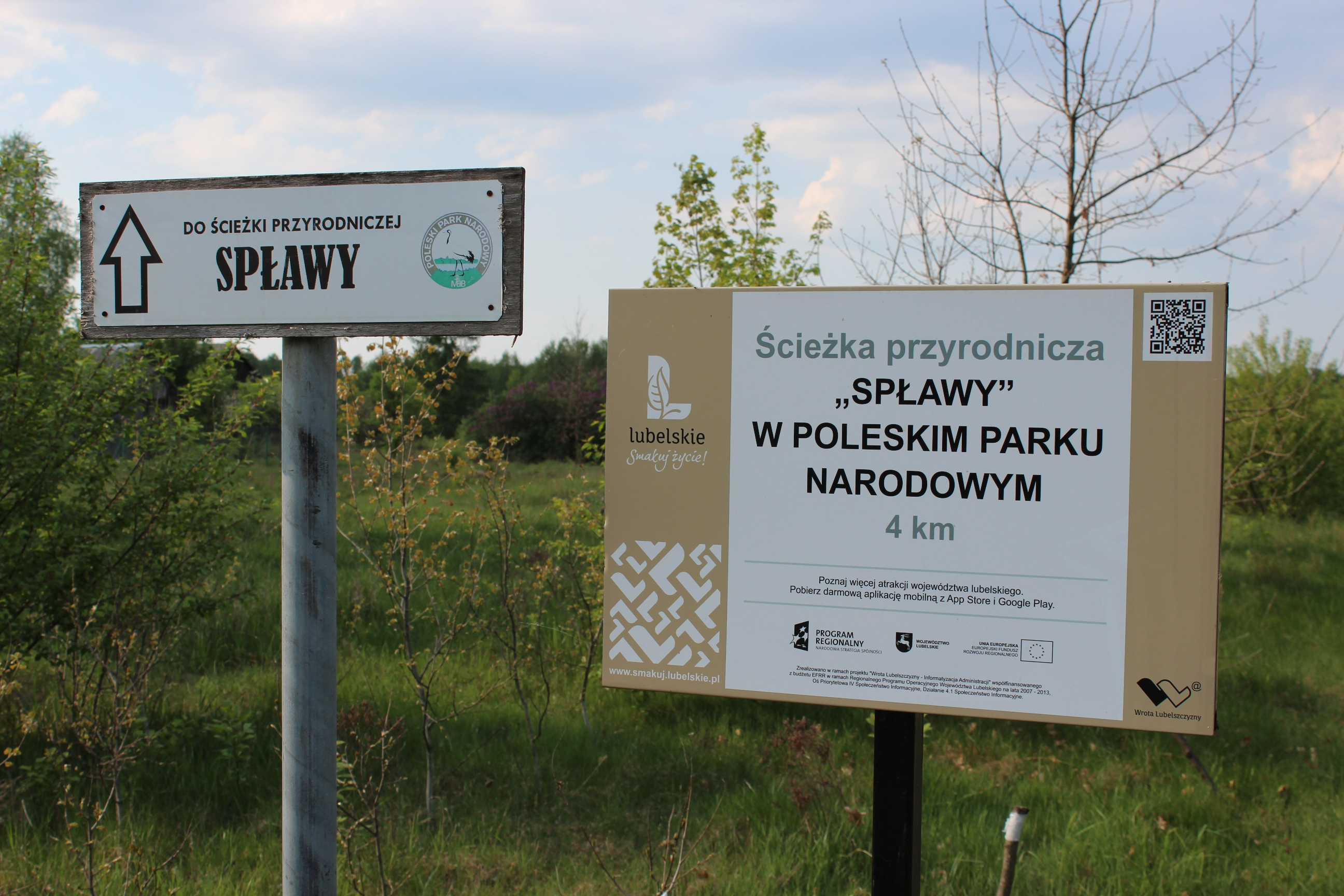
Kierunkowskaz do ścieżki w Starym Załuczu
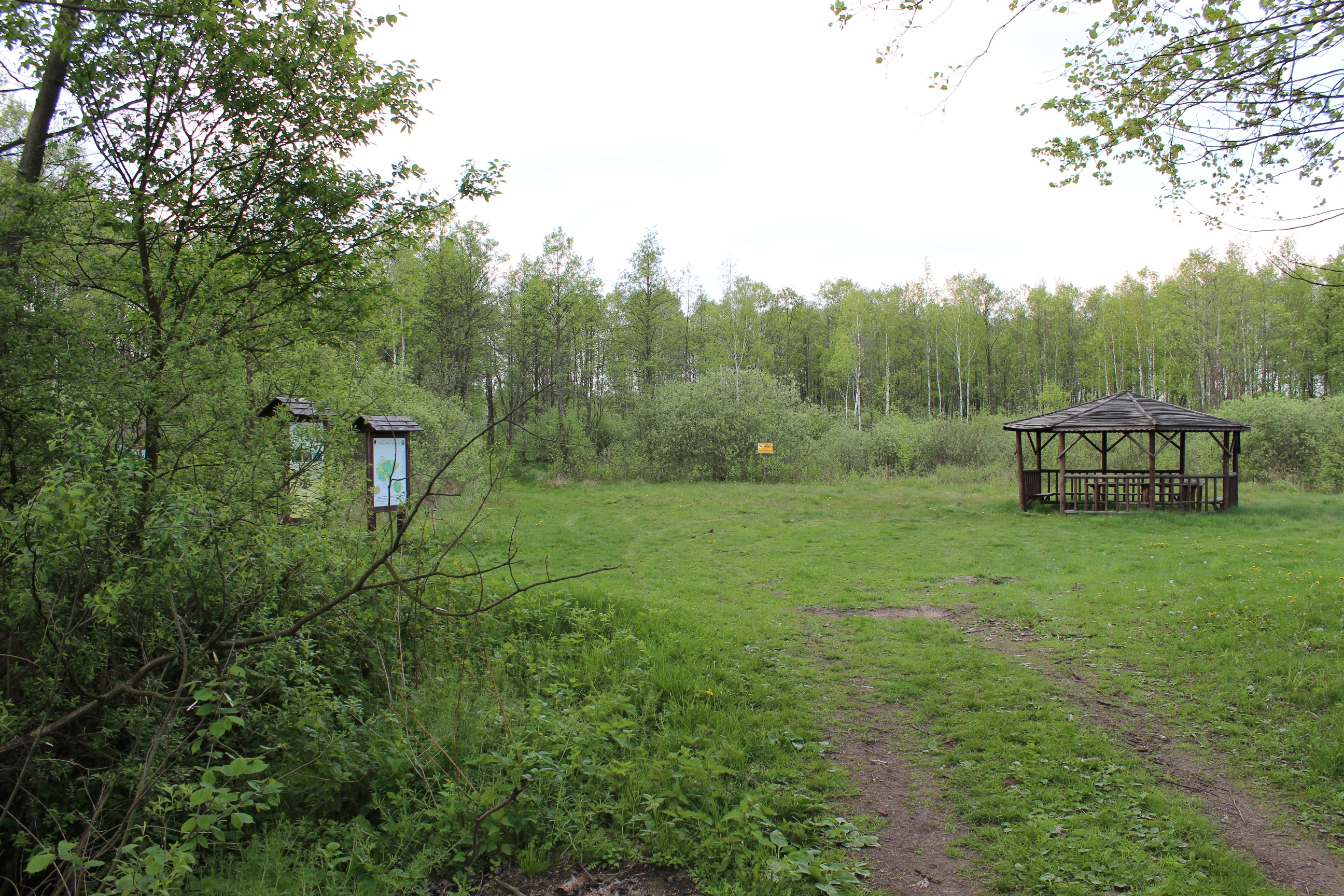
Miejsce biwakowe na początku ścieżki
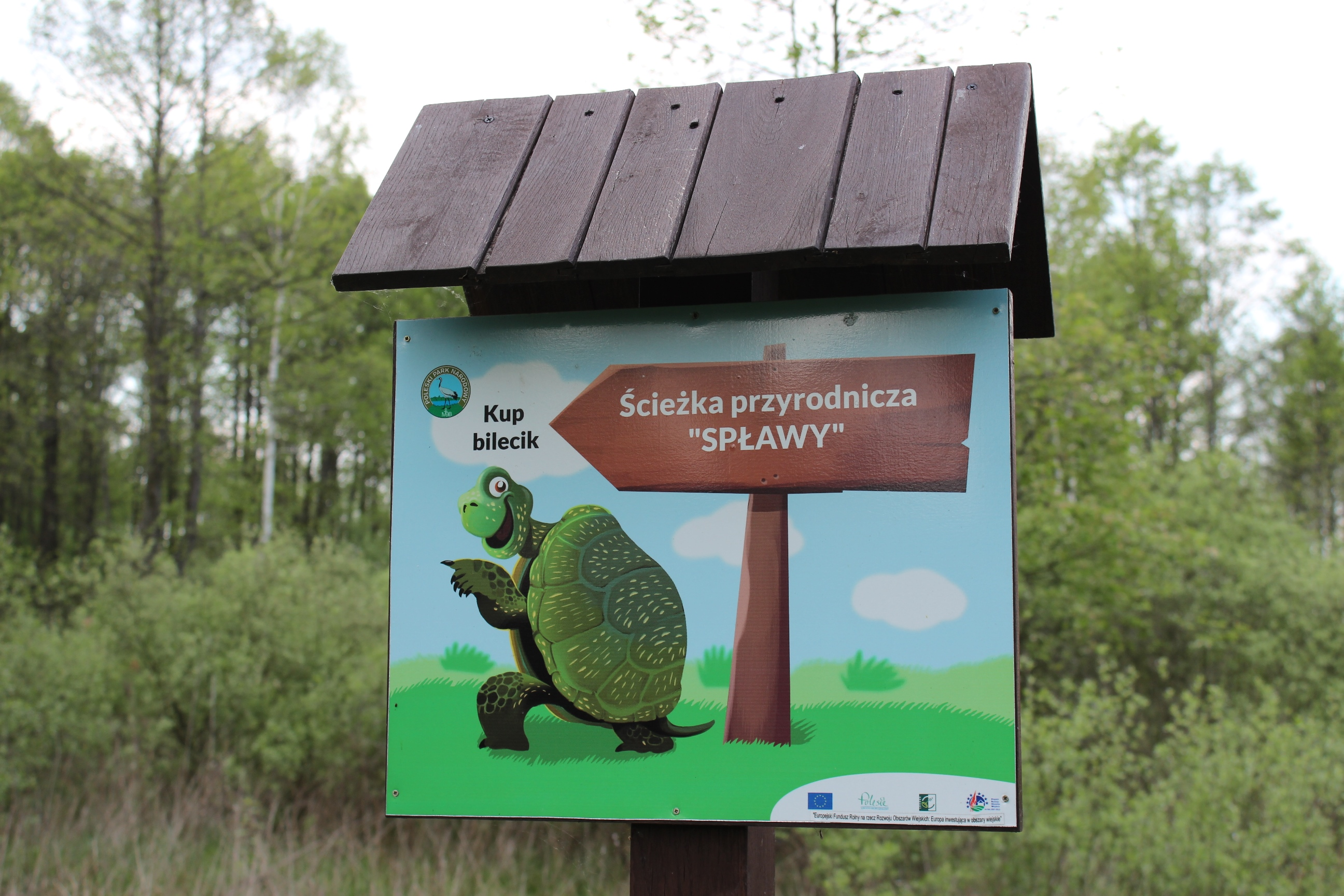
Kierunkowskaz na początku ścieżki
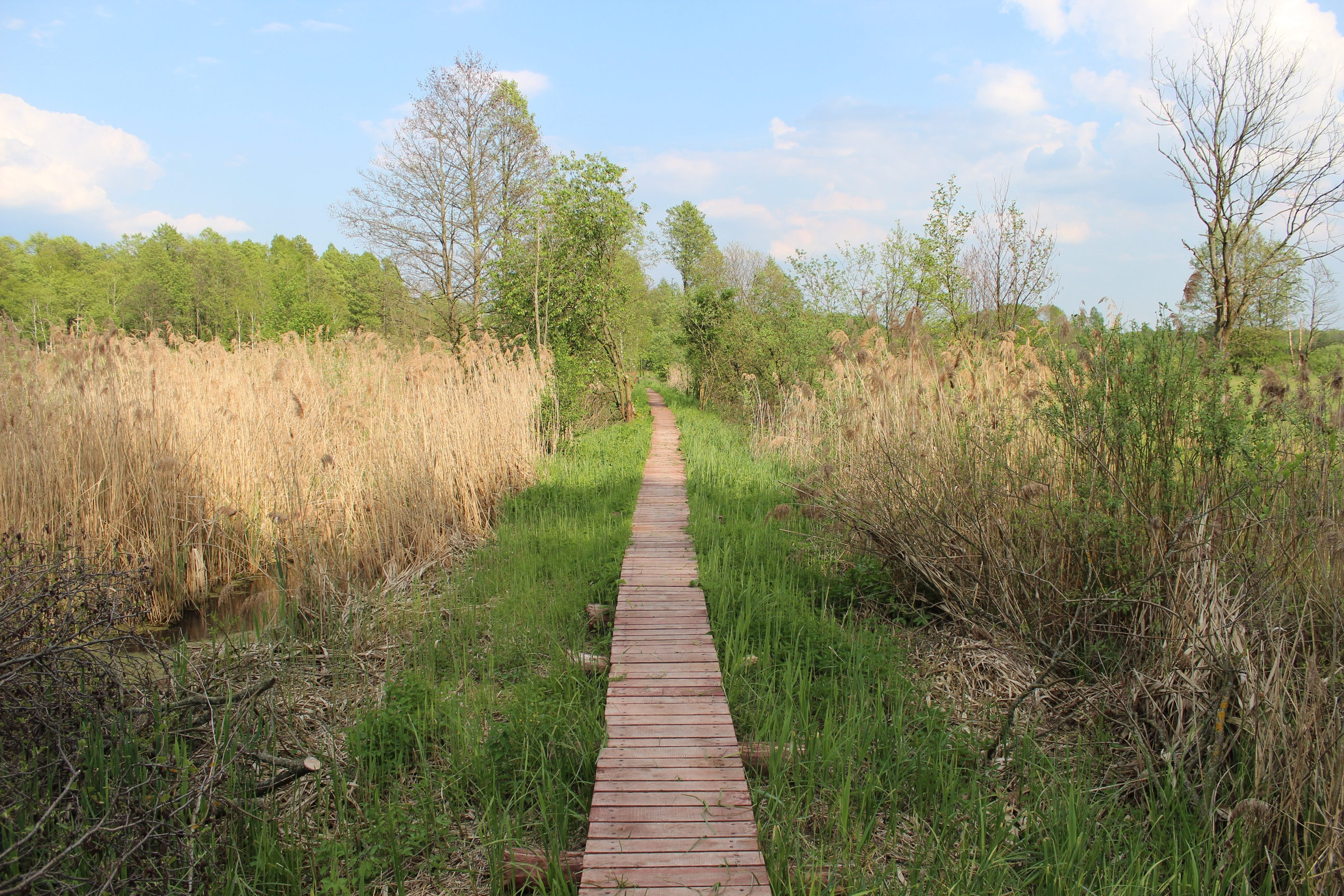
Kładka na ścieżce
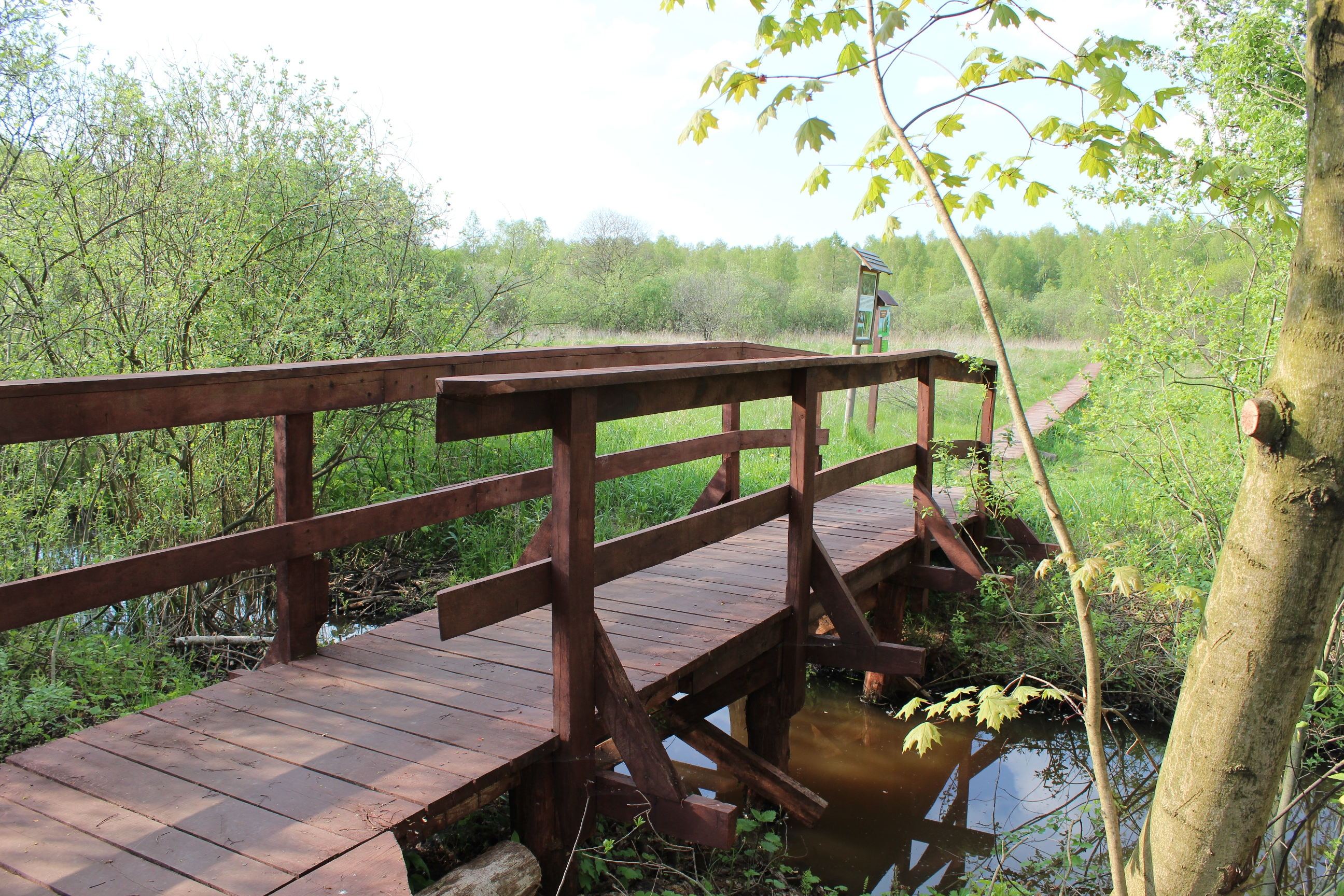
Mostek nad rowem melioracyjnym
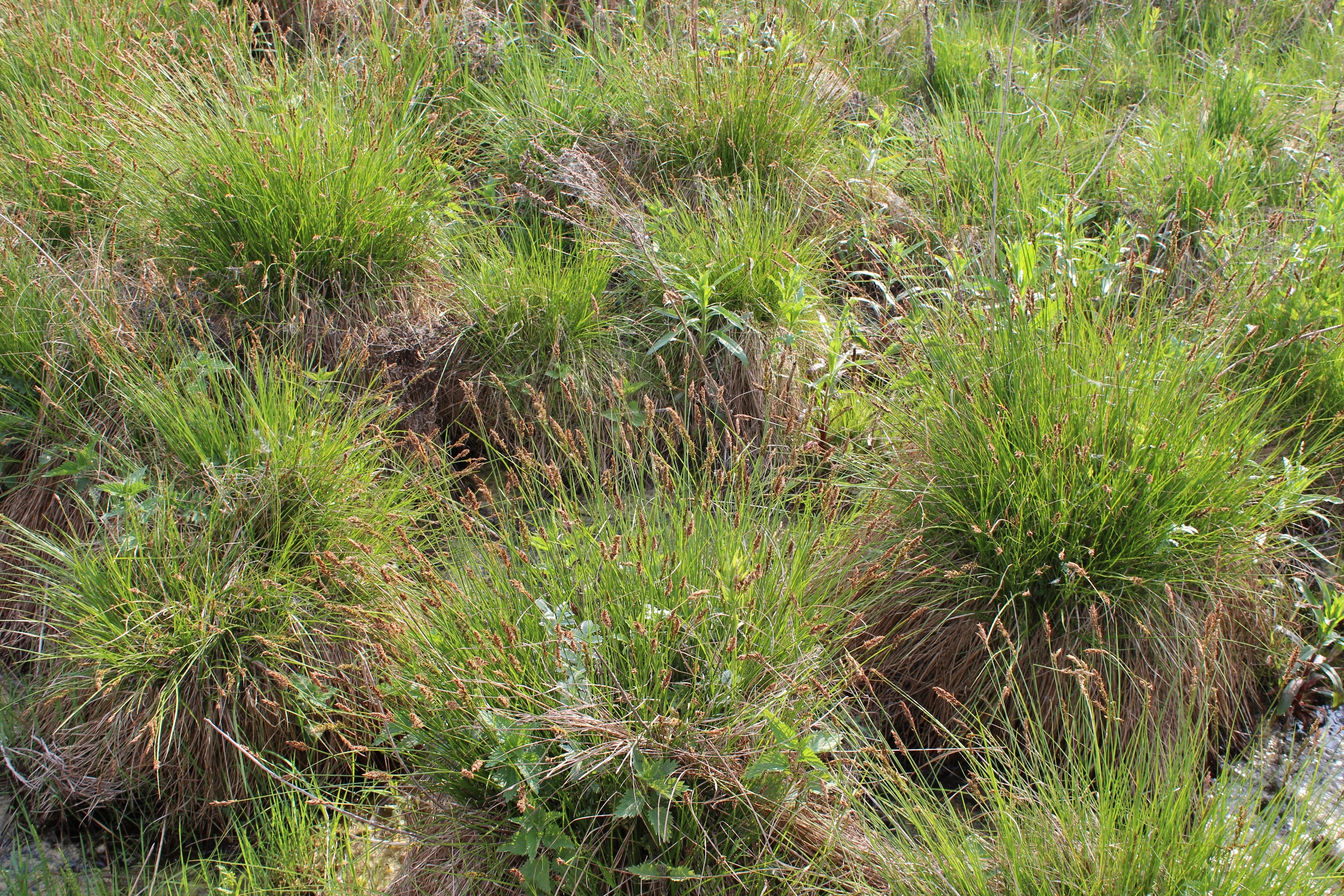
Szuwary turzycy tunikowej
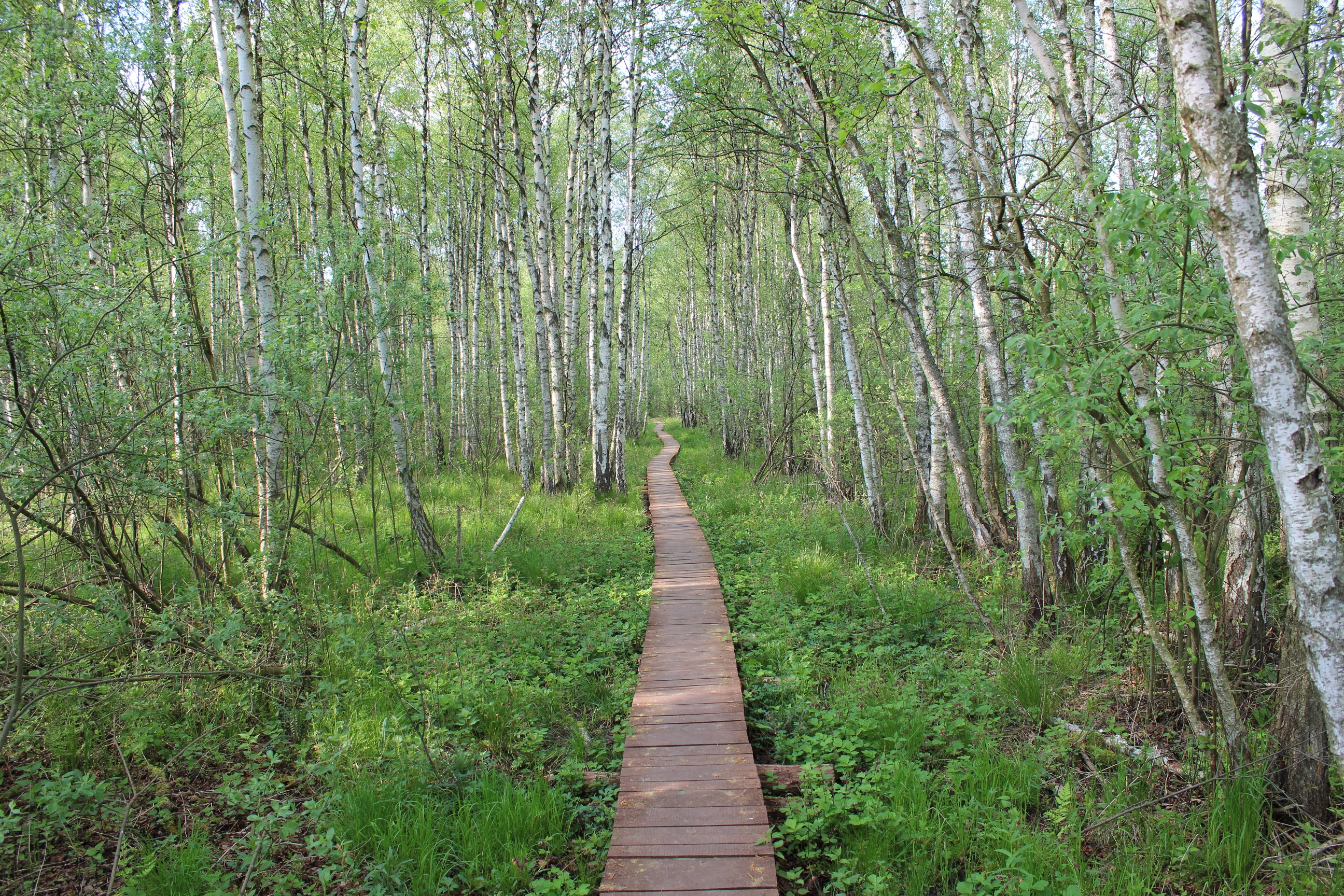
Kładka na ścieżce
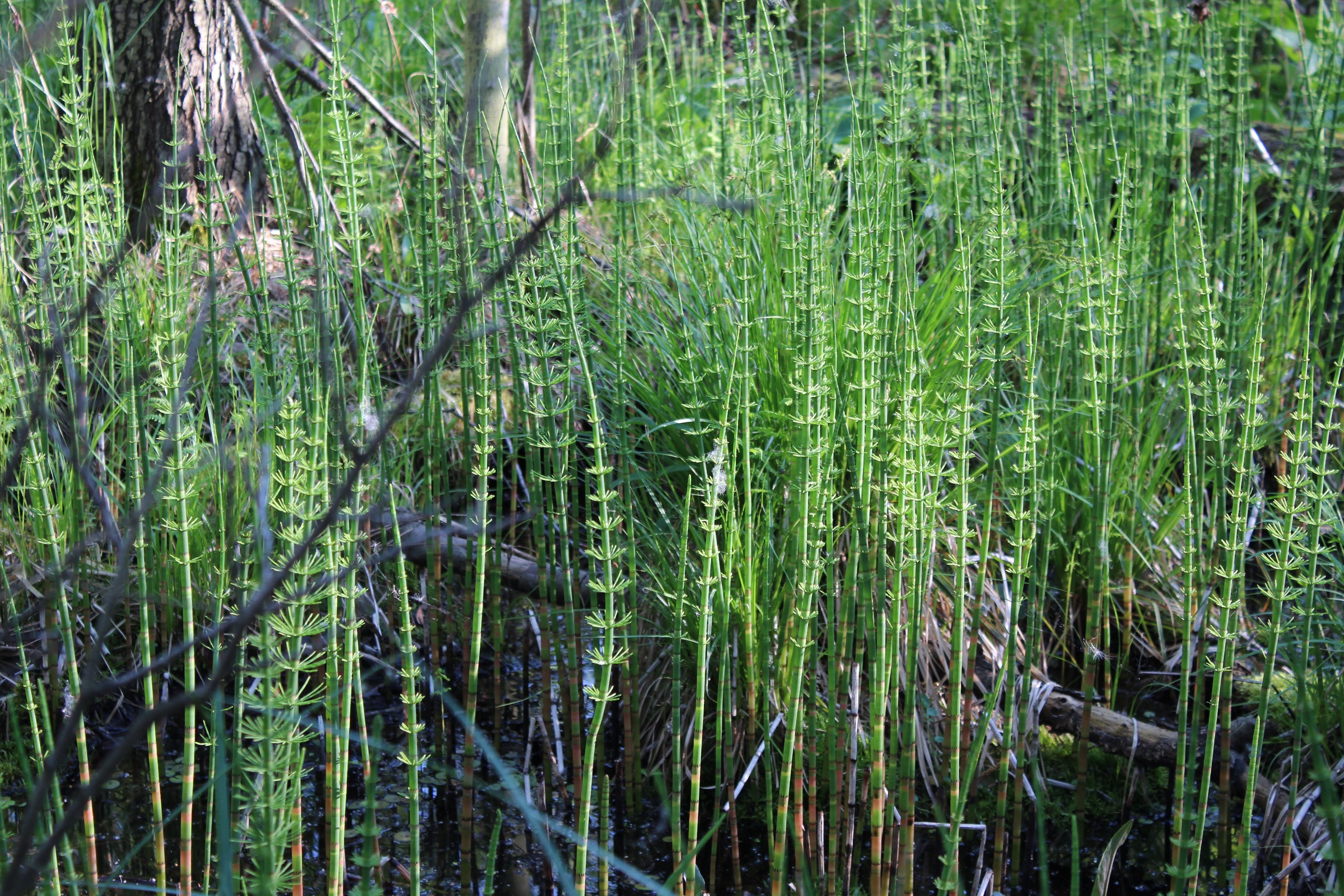
Skrzypy
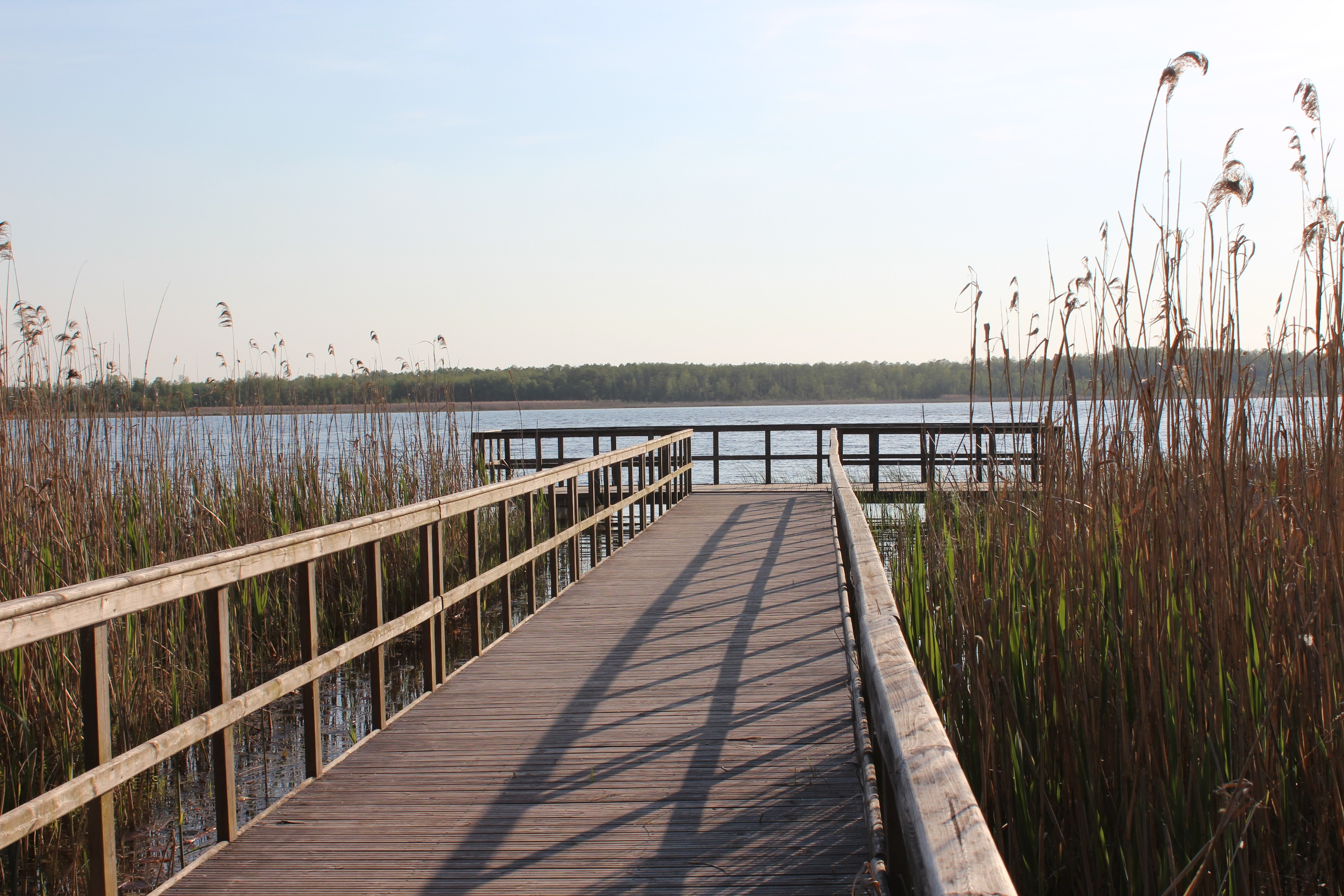
Pomost nad jeziorem Łukie
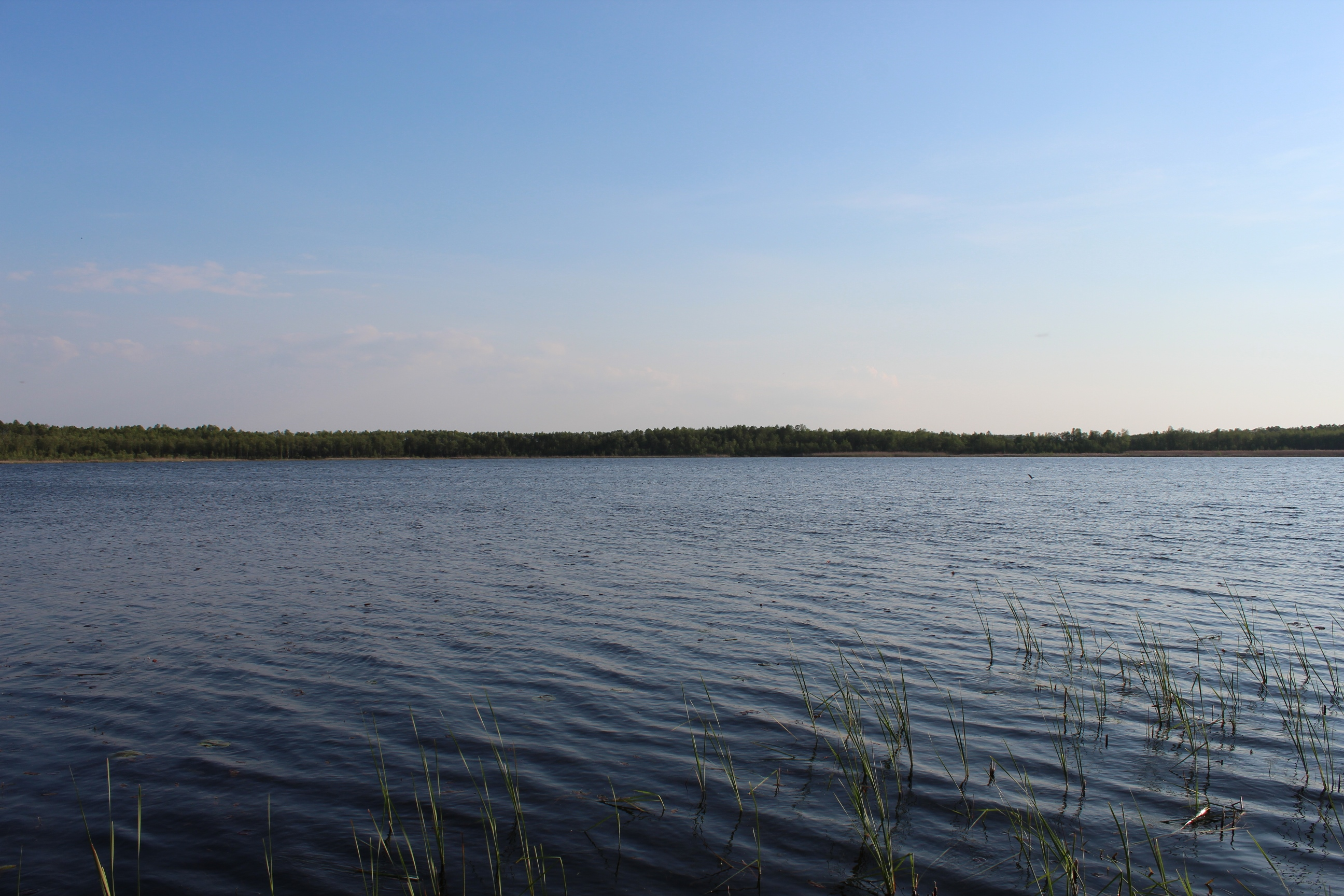
Jezioro Łukie
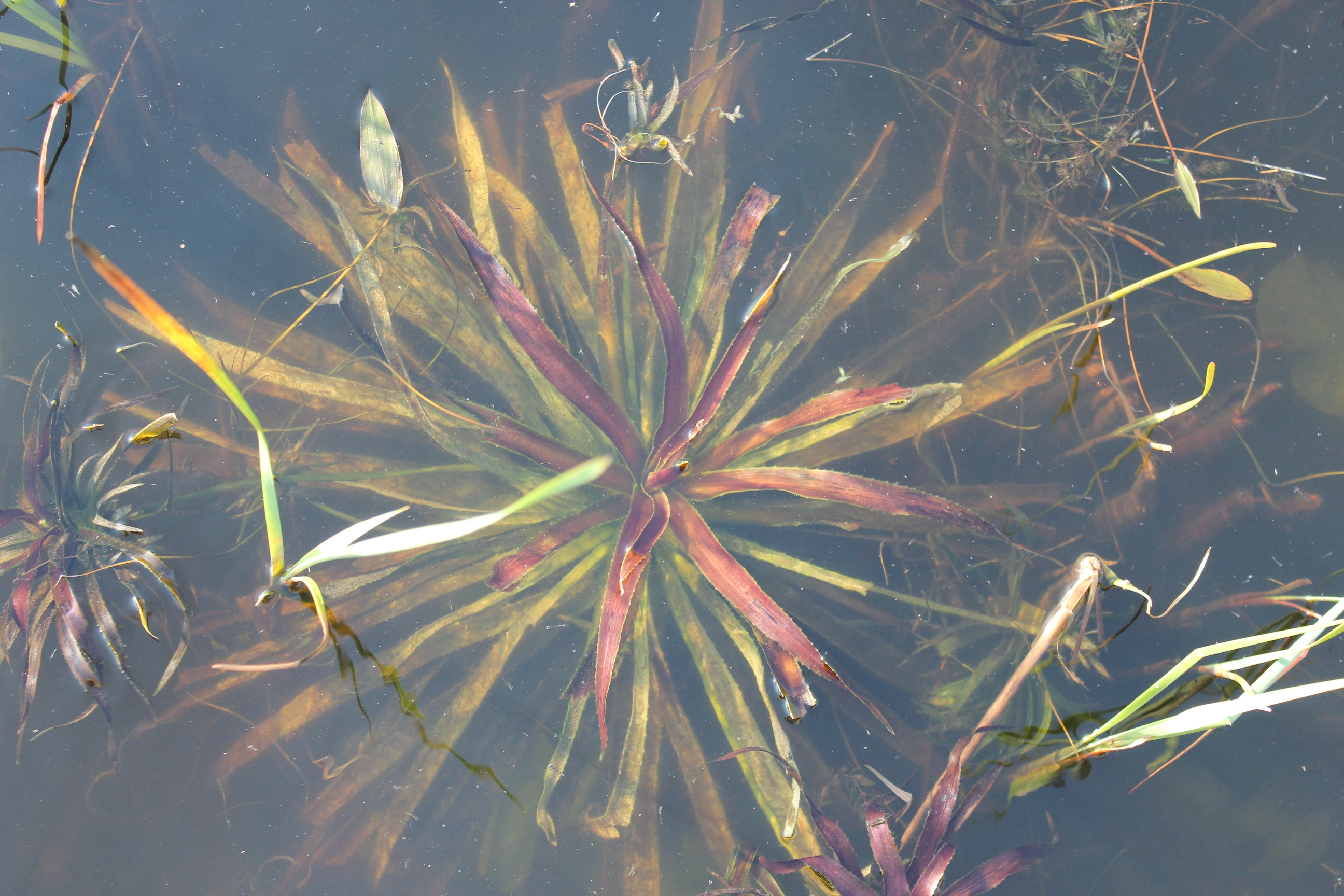
Roślinność jeziora Łukie
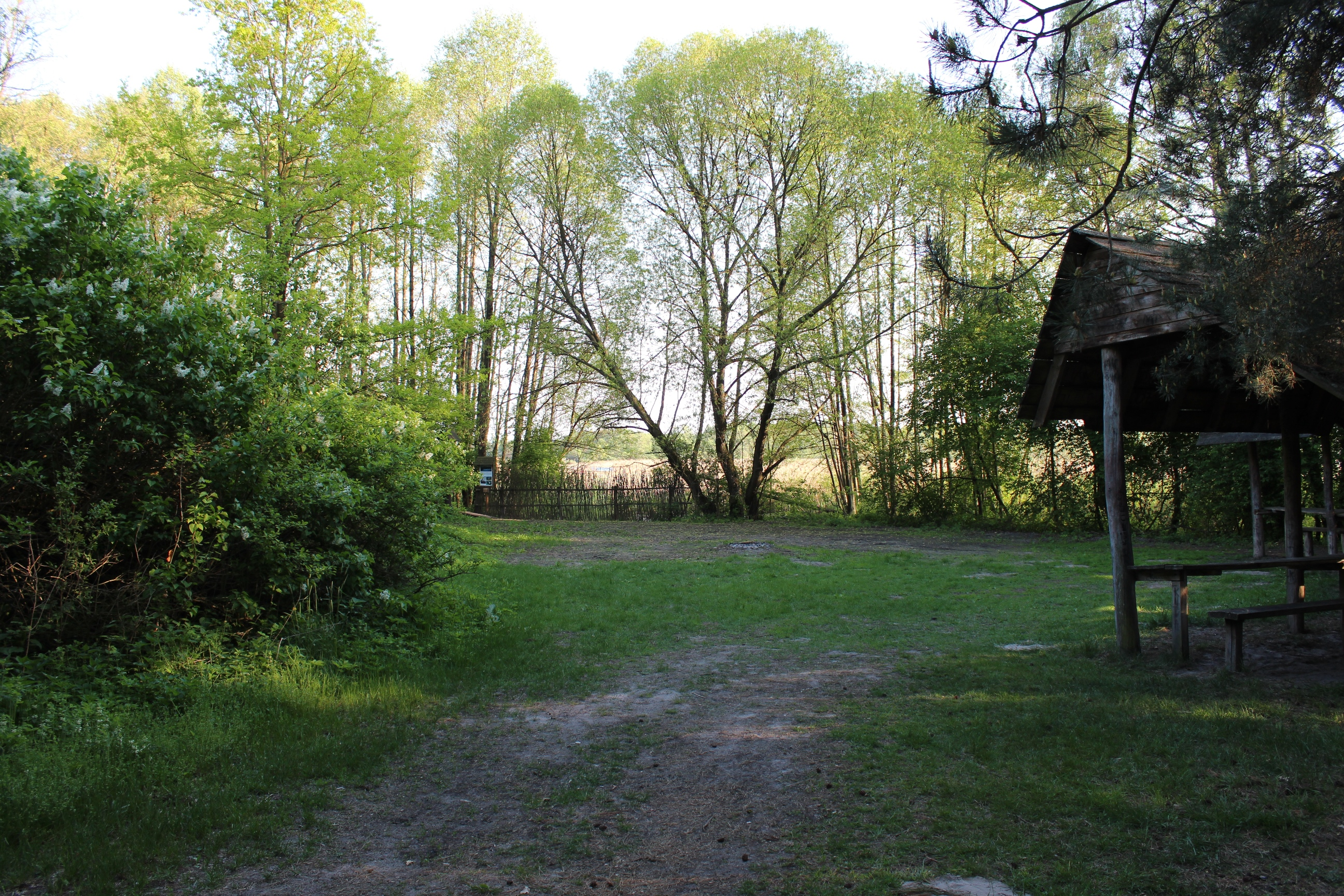
Miejsce biwakowe na końcu ścieżki